# Uaboe
Uaboe ou Waboe, en nauruan Ueboi, est un des quatorze districts de Nauru. Le district d'Uaboe fait partie de la circonscription électorale d'Ubenide.

## Géographie

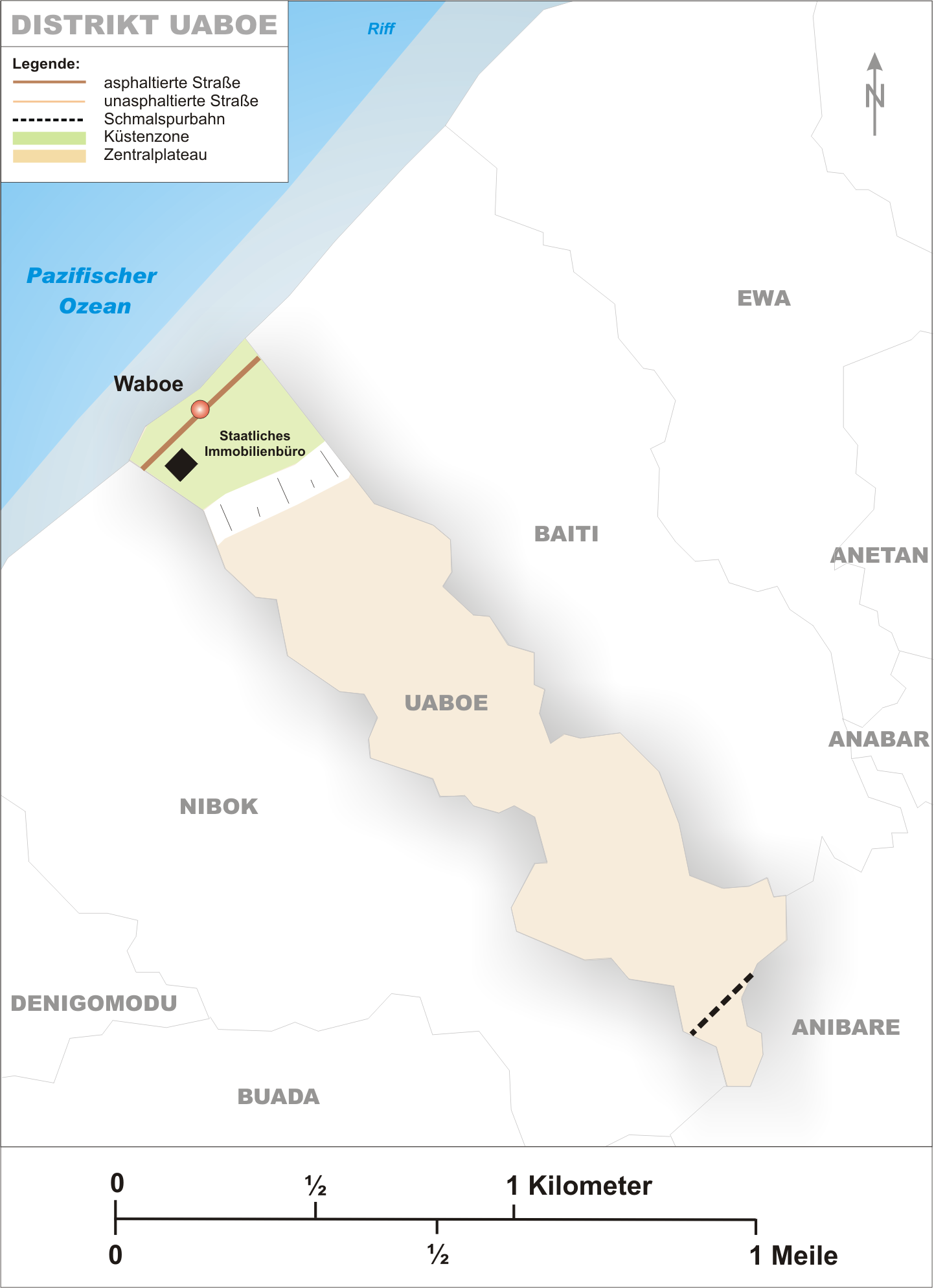
Carte du district d'Uaboe.

Uaboe se trouve dans l'Ouest de l'île de Nauru. Il est bordé par l'océan Pacifique au nord-ouest et par les districts de Baiti au nord-est, Anibare au sud-est et Nibok au sud-ouest.
Son altitude moyenne est de 35 mètres (minimale : 0 mètre, maximale : 50 mètres) et sa superficie est de 0,8 km2 (treizième rang sur quatorze).

## Infrastructures
Uaboe abrite sur son territoire un petit tronçon de la voie ferrée de l'île et le Conseil local du gouvernement.

## Population
Uaboe est peuplé de 385 habitants (dixième rang sur quatorze) avec une densité de population de 396,9 hab/km2.
La zone correspondant au district d'Uaboe était composée à l'origine de six villages : Amet, Bwidin, Edet, Imwenom, Mweoen et Uaboe.